# Nicolai Kracht
Nicolai Kracht (* 2. März 1989 in Gießen) ist ein deutscher Volleyballspieler.

## Karriere
Kracht begann seine Volleyball-Karriere im Alter von neun Jahren beim USC Münster, wo er jedoch nicht über die Landesliga hinauskam. 2007 kam er zum Volleyball-Internat in Frankfurt am Main. 2009 verpflichtete ihn der Bundesligist evivo Düren. In seiner ersten Saison schaffte der universell einsetzbare Spieler im Viertelfinale des DVV-Pokals den Durchbruch und erreichte mit der Mannschaft das Endspiel. 2012 wechselte Kracht zum Ligakonkurrenten Netzhoppers KW-Bestensee. Von 2013 bis 2018 spielte er beim Zweitligisten SV Lindow/Gransee.
Von 2019 bis 2020 war Kracht Trainer und Co-Trainer der Drittliga-Frauen vom BBSC 2. Seit 2021 spielt er in der Bayernliga Nord beim SC Memmelsdorf und ist hier seit 2023 auch Trainer.